# سند الاتفاق
سند الاتفاق هو معاهدة تحتوي على بعض الأوصاف الدستورية قام بها الصدر الأعظم العثماني علمدار مصطفى باشا مجتمعًا مع مجلس الأعيان العثماني الروملي والأناضولي في اسطنبول في الثاني عشر من سبتمبر لعام 1808.
يعتبر مشرعو الدستور سند الاتفاق أول وثيقة دستورية بشكل عام في تاريخ تركيا. وبه بدأت الحركات الدستورية في تركيا. وهذه الوثيقة التي تهدف لتقليص سلطة الدولة يوجد من يشبهها بالوثيقة العظمى الإنجليزية التي قُبلت في انجلترا في عام 1215. لكن عددًا من المؤرخين المهمين أمثال شاو وبركس يوضحون أن سند الاتفاق لم يلعب دورًا مهمًا في تطور النظام الدستوري والتاريخ الديمقراطي في تركيا كما يُدعى.

## الظروف التي سببت سند الاتفاق
نُحي السلطان سليم الثالث عن العرش بتمرد مصطفى قباقجي الذي حدث في عام 1807، وخلفه مصطفى الرابع. وقضى على اصلاحات سليم الثالث وبالأخص فرق جيش النظام الجديد. وعلى إثر ذلك ذهب السلطان سليم الثالث إلى إسطنبول إلى علمدار مصطفى باشا عين روسه ليجلس على العرش مرة أخرى. وقد قتل مصطفى الرابع سليم الثالث الذي كان يسعى لإنقاذ عرشه أثناء محاصرة جنود العلمدار للقصر. وأمر بقتل أخيه ولي العهد الشاهزداه محمود، ولكن محمود نجح في الهروب من الجلادين بمساعدة نساء الحرم السلطاني. دخل العلمدار مصطفى القصر بجنوده وتولى محمود الحكم. وأصبح العلمدار صدرًا أعظمًا.
في ذلك العصر كانت السلطة المركزية للدولة العثمانية بلا تأثير خارج المدن. كما أن الأعيان في الولايات أمثال مصر والروملي والأناضول أنشئوا إدارات مستقلة في الغالب. وبالأخص منذ بداية القرن الثامن عشر ظهرت سيادات أراضي قوية على أراضي الروملي متزايدة الخصوبة. وفي تلك الشروط كان العلمدار مصطفى يرى أن الحل الأول لتقوية السلطة المركزية للدولة والسلطان هو القيام بمعادة مع الأعيان الأقوياء.
ولهذا السبب دعى الولاة والأعيان المشهورين للمشاورة العامة في العاصمة. وقد أجاب أغلب الأعيان الدعوى ولكن بعض كبار الأعيان كتبه دنلانلي على باشا الذي في ألبانيا. وظهرت وثيقة تُسمى سند الاتفاق في نهاية المشاورة التي تمت بين الأعيان ووجهاء السلطة المركزية للدولة في 29 سبتمبر 1808. هذه الوثيقة وقِّعت من الوزراء ومسيري الدولة الأخريين الوجهاء وممثلي الفرق العسكرية وبعض الأعيان (مجموعهم أربعة) ووافق عليه السلطان محمود.

## المحتوى
يحتوي السند على مقدمة وسبعة شروط وخاتمة. وكتبوا في المقدمة أن نظام الدول العثمانية قد فسد، وأن سلطة التي قد اهتزت وأن الأطرف قد رصدوا هذا الوضع، وأن هذا المؤتمر قد عقد بهدف تقوية الدولة وفي النهاية توصلوا إلى هذا الاتفاق.
يلاحظ عند دراسة سند الاتفاق كوثيقة أنها تحمل بعض الأحكام في حكم خطوات نحو المشروطية مقلصة صلاحيات السلطة المركزية. ووفقًا للسند فإن الأعيان سيوافقون كل الأوامر والمحظورات التي تأتي من الصدر الأعظم باعتبارهم ولاة مطلقين للسلطان. ولكن إذا قامت الصدارة العظمي برشوة وفساد مخالفٍ للقانون وأعمال تضر بالدولة سيمنعهم من وقعوا على السند (الأعيان) وسيكونون ضدهم. قام من وقعوا السند بالعديد من التعهدات سواء الأعيان أو الوكلاء والرجال بعد وضع أنهم يجب أن يكون كافلين لأنفسهم وأسرهم. ووفقًا لذلك يتعهدون بأنهم سيعملون على دفع الهجوم إذا وقع هجوم على موظفي الدولة في الريف أو من أحد الأعيان على الدولة دون قول جملة قريب أم بعيد طالما أنه لم يثبت أي عمل مخالف لشروط سند الاتفاق. وأنه يلزم السعي لتربية وتأديب الذين يظلمون الفقراء وحماية الوجهاء والأعيان الذين تحت إداراتهم. وكذلك يجب توفير الأمن في الأقضية التي تحت إدارة الأعيان لأنه حماية الرعية الفقيرة وأمنها لازم ولن تضاعف الضرائب ويعتدى فيها.
ينتهي سند الاتفاق بخاتمه. ويلزم أن يوقع هذا السند فور وصوله لمركز شيخ الإسلام والصدر الأعظم بعد ذلك لتطبيقه بشكل مستمر. بالإضافة أنه يلزم مراقبة السلطان بنفسه لتنفيذ الشروط التي احتواها سند الاتفاق باستمرار.

## نمط سند الاتفاق
سند الاتفاق حقوقيًا معاهدة دستورية. وبالمعنى المادي دستور. أما بالمعنى الشكلي ليس دستورًا.